# آلفرد کوچفسکی
آلفرد کوچفسکی (روسی: Альфред Иосифович Кучевский؛ ۱۷ مهٔ ۱۹۳۱ – ۱۵ مهٔ ۲۰۰۰) بازیکن هاکی روی یخ اهل شوروی بود.
وی همچنین برندهٔ جوایزی همچون نشان دوستی شده‌است.